# رودریگو کارنیرو
رودریگو کارنیرو (انگلیسی: Rodrigão؛ زادهٔ ۲۰ مهٔ ۱۹۷۲) بازیکن سابق فوتبال اهل برزیل است. او ۵ فصل و ۹۴ بازی در لیگ برتر فوتبال پرتغال برای براگا و اونیائو در زمین بود.